# Jouy-aux-Arches
Pour les articles homonymes, voir Jouy et Arches.
Jouy-aux-Arches est une commune française située dans le département de la Moselle, en Lorraine. Ses habitants sont appelés les Gaudassiens, suivant l'ancienne forme gallo-romaine du toponyme Gaudiacum. La commune est aussi appelée Gaudach en allemand en raison de ses deux annexions à l'Allemagne (1871-1918) et (1940-1944).

## Géographie

### Communes limitrophes

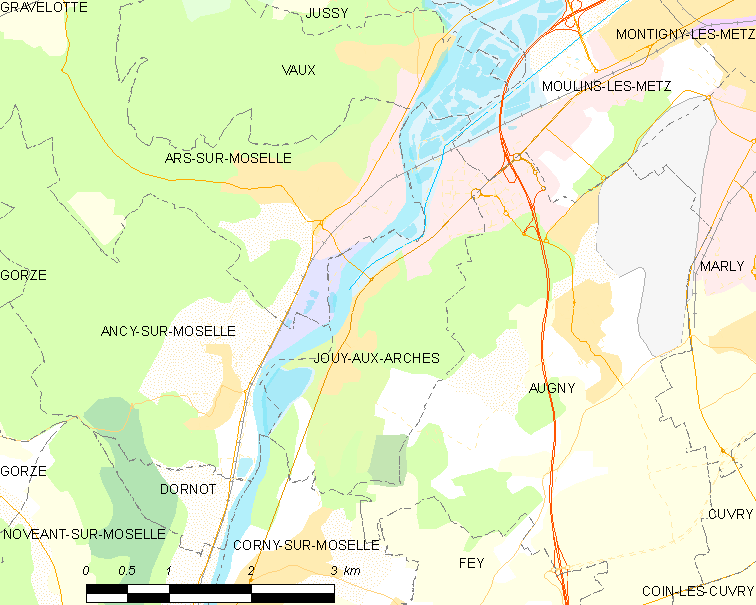
Carte de la commune.

| Ars-sur-Moselle | Vaux              | Moulins-lès-Metz |
| Ancy-Dornot     | Jouy-aux-Arches   | Augny            |
|                 | Corny-sur-Moselle |                  |

### Hydrographie
La commune est située dans le bassin versant du Rhin au sein du bassin Rhin-Meuse. Elle est drainée par la Moselle, la Moselle canalisée, le canal de Jouy, le ruisseau de Vricholle et le ruisseau la Mance.
La Moselle, d’une longueur totale de 560 kilomètres, dont 315 kilomètres en France, prend sa source dans le massif des Vosges au col de Bussang et se jette dans le Rhin à Coblence en Allemagne.
La Moselle canalisée, d'une longueur totale de 135,2 km, prend sa source dans la commune de Pont-Saint-Vincent et se jette  dans la Moselle à Kœnigsmacker, après avoir traversé 61 communes.

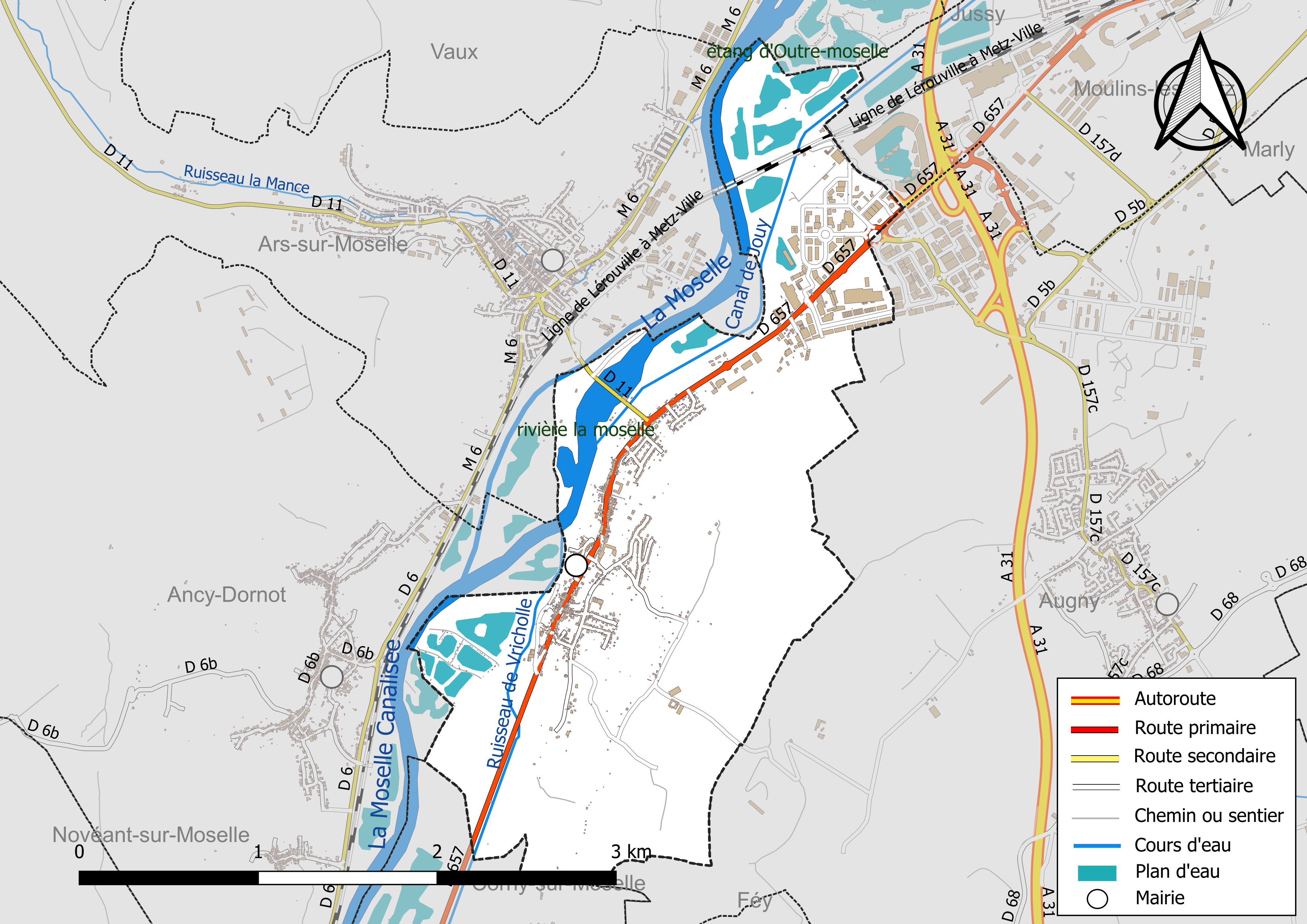
Réseaux hydrographique et routier de Jouy-aux-Arches.

La qualité des eaux des principaux cours d’eau de la commune, notamment de la Moselle et de la Moselle canalisée, peut être consultée sur un site dédié géré par les agences de l’eau et l’Agence française pour la biodiversité.

### Climat
Pour des articles plus généraux, voir Climat du Grand Est et Climat de la Moselle.
En 2010, le climat de la commune est de type climat des marges montargnardes, selon une étude du Centre national de la recherche scientifique s'appuyant sur une série de données couvrant la période 1971-2000. En 2020, Météo-France publie une typologie des climats de la France métropolitaine dans laquelle la commune est exposée à un climat semi-continental et est dans la région climatique  Lorraine, plateau de Langres, Morvan, caractérisée par un hiver rude (1,5 °C), des vents modérés et des brouillards fréquents en automne et hiver. 
Pour la période 1971-2000, la température annuelle moyenne est de 9,3 °C, avec une amplitude thermique annuelle de 16,7 °C. Le cumul annuel moyen de précipitations est de 756 mm, avec 12,4 jours de précipitations en janvier et 8,8 jours en juillet. Pour la période 1991-2020, la température moyenne annuelle observée sur la station météorologique de Météo-France la plus proche, « Metz-Frescaty », sur la commune d'Augny à 3 km à vol d'oiseau, est de 11,1 °C et le cumul annuel moyen de précipitations est de 713,5 mm. 
La température maximale relevée sur cette station est de 39,7 °C, atteinte le 25 juillet 2019 ; la température minimale est de −23,2 °C, atteinte le 17 février 1956,,. 
Les paramètres climatiques de la commune ont été estimés pour le milieu du siècle (2041-2070) selon différents scénarios d'émission de gaz à effet de serre à partir des nouvelles projections climatiques de référence DRIAS-2020. Ils sont consultables sur un site dédié publié par Météo-France en novembre 2022.

## Urbanisme

### Typologie
Au 1er janvier 2024, Jouy-aux-Arches est catégorisée ceinture urbaine, selon la nouvelle grille communale de densité à sept niveaux définie par l'Insee en 2022.
Elle appartient à l'unité urbaine de Metz, une agglomération intra-départementale regroupant 42  communes, dont elle est une commune de la banlieue,,. Par ailleurs la commune fait partie de l'aire d'attraction de Metz, dont elle est une commune de la couronne,. Cette aire, qui regroupe 245 communes, est catégorisée dans les aires de 200 000 à moins de 700 000 habitants,.

### Occupation des sols
L'occupation des sols de la commune, telle qu'elle ressort de la base de données européenne d’occupation biophysique des sols Corine Land Cover (CLC), est marquée par l'importance des forêts et milieux semi-naturels (48,7 % en 2018), en augmentation par rapport à 1990 (29,3 %). La répartition détaillée en 2018 est la suivante : 
forêts (48,7 %), eaux continentales (18,7 %), zones industrielles ou commerciales et réseaux de communication (13,3 %), prairies (10,5 %), zones urbanisées (8,8 %). L'évolution de l’occupation des sols de la commune et de ses infrastructures peut être observée sur les différentes représentations cartographiques du territoire : la carte de Cassini (XVIIIe siècle), la carte d'état-major (1820-1866) et les cartes ou photos aériennes de l'IGN pour la période actuelle (1950 à aujourd'hui).

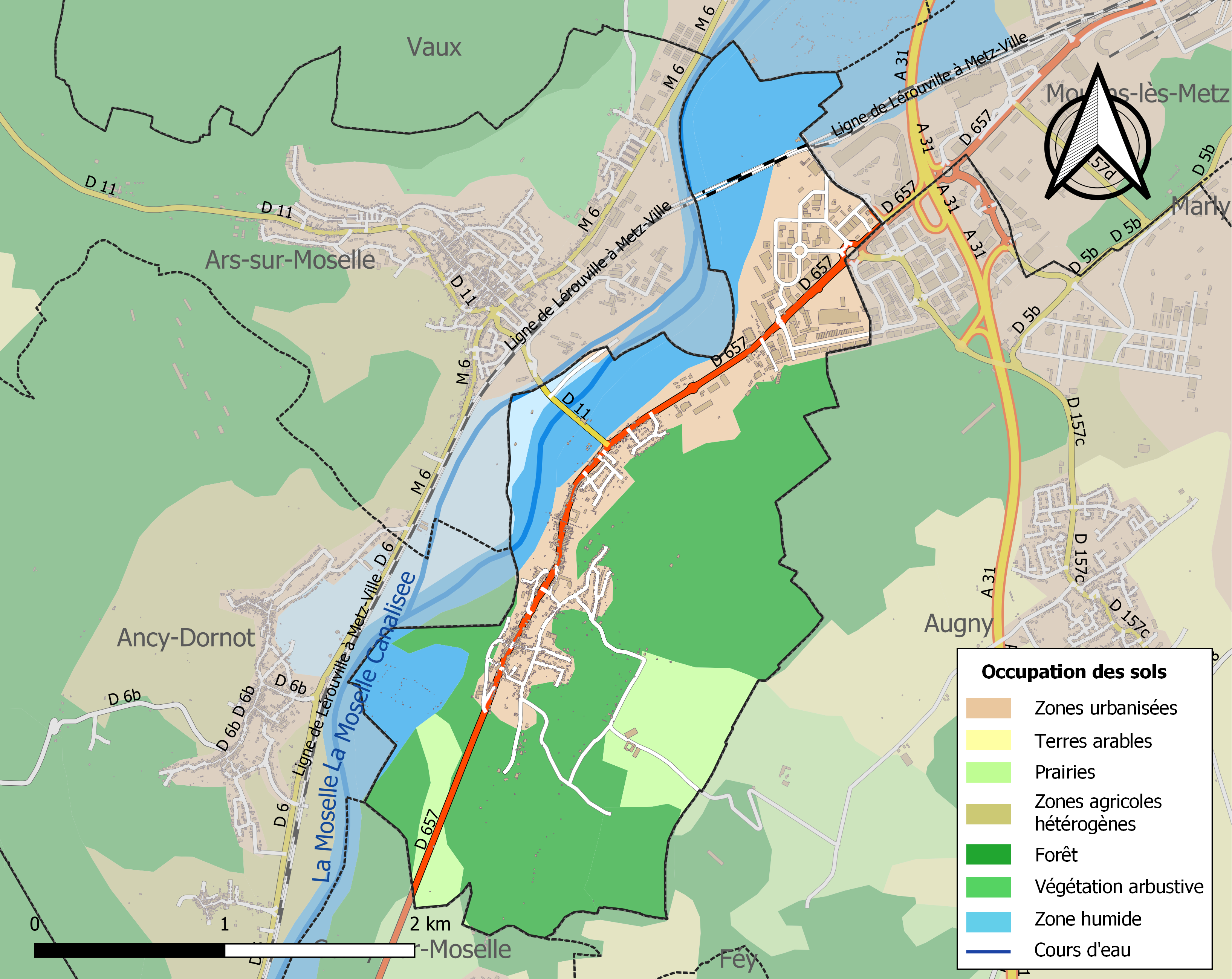
Carte des infrastructures et de l'occupation des sols de la commune en 2018 (CLC).

## Toponymie
Gaudiacum (745) ; Gaudiacum (770) ; Gaugiacum (795) ; Gaugegium (933) ; Gaudiacum super Mosellam (1096) ; Joey (1242) ; Joy (XVe siècle) ; Joiey (1404) ; Joi (1437) ; Joyeyum (1544) ; Goy (XVIIe siècle) ; Jouy aux Arches (1793) ; Gaudach (1915–1918 et 1940–1944).
Le nom du village appartient effectivement à la série des très nombreux Jouy du centre et du nord de la France. Il remonte à Gaudiacum, archétype toponymique gallo-roman basé sur le nom de personne de type chrétien Gaudius « le bienheureux » (cf. latin gaudium, gaudia > joie).
On peut ajouter à cette liste les formes dialectales : normanno-picard Gouy, centre-est Jouey, forme de l'ouest Joué, formes du sud Gaugeac, Gaujac, etc.

## Histoire

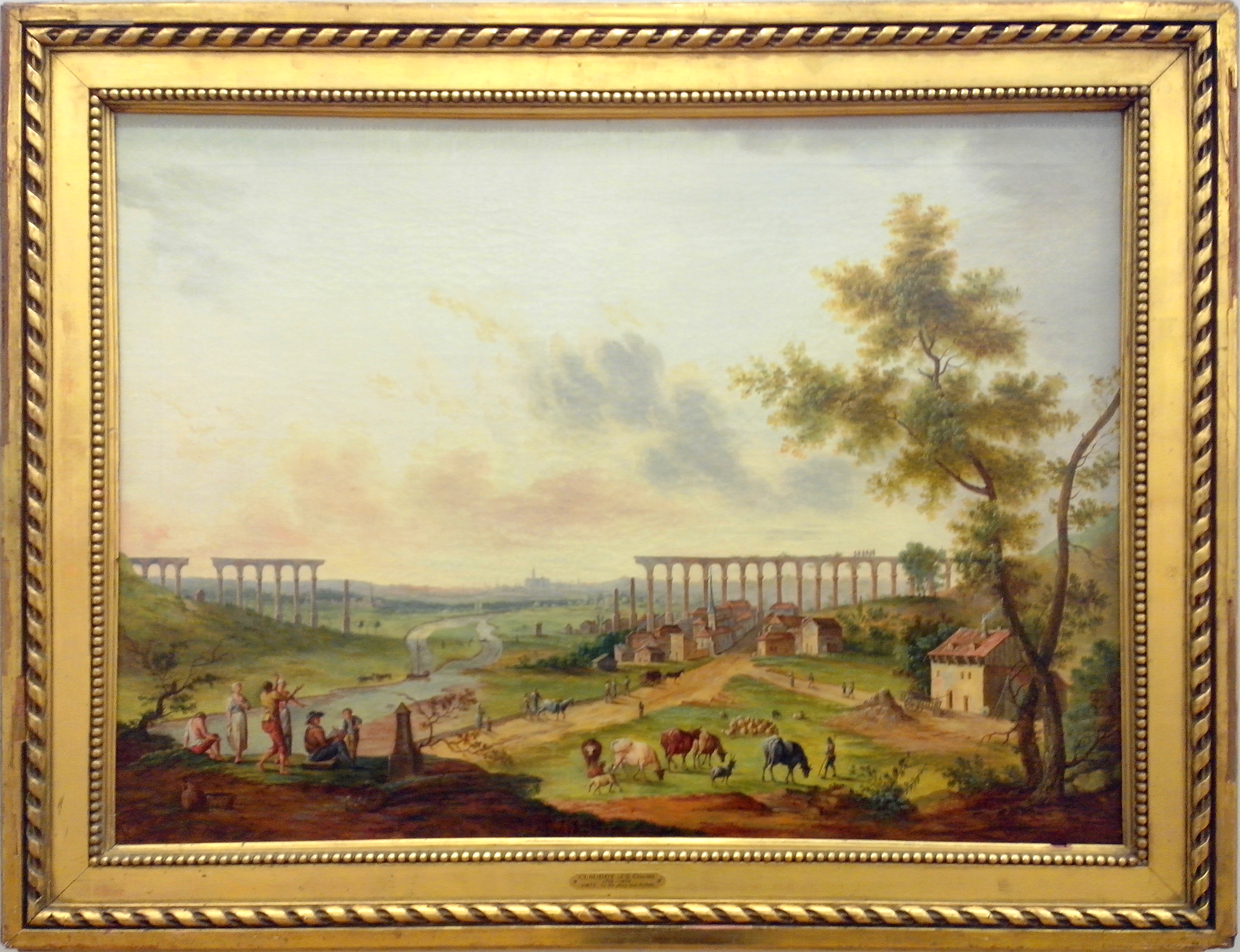
Construction des arches.

Les premières fouilles archéologiques à Jouy-aux-Arches ont permis de découvrir que ce versant de la Moselle était habité dès la Préhistoire par les Médiomatriques, un peuple gaulois non-sédentaire. Jouy-aux-Arches était déjà convoitée par les Romains en raison de sa situation géographique. L'axe Lyon-Metz-Trèves (Lugdunum-Divodurum-Augusta Treverorum) fut un axe très fréquenté pour les liaisons marchandes de la Gaule inférieure au reste de l'Empire romain. Importante cité gallo-romaine (construction d'un aqueduc).  Mentionnée dans une charte de 745 sous le nom de « Gaudiacum ».  Dépendit du comté de Bar, puis fut annexée au pays messin.  On y trouve les familles messines : Baudoche, Raigecourt, Gournay, Heu.  Point d'appui des Français contre Metz 1444.  Comme les autres communes de l'actuel département de la Moselle, Jouy-aux-Arches, rebaptisée « Gaudach », est annexée à l'Empire allemand de 1871 à 1918.
« Le duc de Suffolk, premier amant de Marie d'Angleterre femme de Louis XII et la plus belle personne de son temps, avait suivi cette princesse en France, où après la mort du roi, il l'avait épousée secrètement. Retiré à Metz, en attendant que son mariage fût reconnu par Henry VIII, il y menait une vie aussi dissipée que galante. Il avait séduit la femme d'un orfèvre en Fournirue (rue de Metz), pour laquelle il avait acheté une maison de plaisance à Jouy. Le mari informé de cette intrigue, s'en plaignit à la justice ; la femme s'enfuit de sa maison et se réfugia dans la rue de la Haute-Pierre, chez le duc qui refusa de la rendre. Il s'ensuivit une rixe où le duc pensa tuer l'orfèvre d'un coup de dague. Le peuple s'ameuta ; le duc fut obligé de se retirer à Toul ; l'orfèvre ne voulut plus rester dans une ville où il avait reçu tant d'affronts ; la femme fut enfermée à la conciergerie, mais elle trouva moyen de s'évader et d'aller rejoindre son amant, déguisée en vendangeuse. Les nommés Maugenot, tailleur à Metz, Jean Xaillet, tailleur à Jouy, qui avaient favorisé leurs amours, furent bannis à perpétuité, par une sentence du mois d'octobre 1519. »

### Seconde Guerre mondiale
Jouy-aux-Arches est de nouveau annexée de 1940 à 1944 au Troisième Reich allemand. Lors de cette seconde annexion, le 1er octobre 1940, la commune est rebaptisée "Gaudach", et intègre l'arrondissement de Metz-Campagne. Lors de l’offensive des troupes alliées, au cours de la bataille de Metz en 1944, Jouy-aux-Arches fut le théâtre de dramatiques combats. Les 6 et 7 septembre 1944, la VIIe division blindée et la Ve division d’infanterie de la IIIe armée américaine attaquent en force au sud de Metz, dans le secteur allant de Ancy-sur-Moselle à Arnaville sous le feu des forts Driant sur la rive ouest, Sommy et Saint-Blaise sur la rive est de la Moselle. Les lignes allemandes sont enfoncées dans le secteur de Mars-la-Tour jusqu’à Gravelotte et dans celui de Chambley jusqu’à la Moselle, de Dornot à Pagny-sur-Moselle. Des soldats de la 5e division d’infanterie de la IIIe armée américaine traversent la Moselle, brisant ainsi la résistance allemande dans le secteur de Dornot. Une fragile tête de pont est établie sur la rive Est de la Moselle. Comprenant que les défenses de Metz peuvent non seulement être contournées par le sud, mais aussi prises à revers par l’est, le Generalleutnant Krause, commandant la 462e Infanterie-Division demande l’appui des panzers de la 17e division blindée. Le 37e SS Panzer-Grenadier-Regiment arrive en hâte de Boulay, entrant immédiatement dans le feu de l'action dans le secteur de Jouy-aux-Arches et Corny, face à la tête de pont américaine de Dornot. La contre-attaque est menée simultanément sur la rive Ouest, depuis Ars-sur-Moselle par le  bataillon Berg, formé avec les élèves SS de l'école des transmissions de Metz et intégré à la 462e Infanterie-Division. Les combats sont sans pitié et les troupes, tant américaines qu’allemandes, ne font pas de prisonniers. Le 7 septembre 1944, l'Oberst Kurt von Einem, chef état-major du XIIIe SS Armee Korps, reçoit l’ordre de tenir à tout prix les positions entre Thionville au nord, et Arry au sud de Metz. Dans le feu de l'action, la destruction de l'aqueduc romain est évoquée par le SS-Standartenführer Kemper, mais ne sera pas appliquée. Le 10 septembre 1944, après trois jours de combats acharnés, et 945 tués, blessés ou disparus, les Américains sont finalement rejetés à Dornot sur la rive Ouest. La victoire, chèrement payée par les troupes allemandes, sera de courte durée. Alors que la tête de pont est évacuée, les Américains reprennent pied sur la rive Ouest de la Moselle, dans le secteur d’Arnaville. La commune de Jouy-aux-Arches fut partiellement détruite au cours de ces combats.

### Époque contemporaine
Jouy-aux-Arches marquée par la typologie urbaine du village-rue connaît un important développement, notamment de par l'implantation de la Zone Actisud, immense pôle commercial au sud de Metz.

## Héraldique
| Blason de Jouy-aux-Arches | Blason  | D'azur à l'aqueduc à cinq arches d'or, sur une rivière ondée d'argent. |
| Blason de Jouy-aux-Arches | Détails | Le statut officiel du blason reste à déterminer.                       |

## Politique et administration

### Liste des maires
| Période                                  | Période   | Identité      | Étiquette      | Qualité |
| ---------------------------------------- | --------- | ------------- | -------------- | ------- |
| Les données manquantes sont à compléter. |           |               |                |         |
| 1959                                     | mars 1995 | Pierre Thill  |                |         |
| mars 1995                                | mars 2008 | Gérard Nutz   | Sans étiquette |         |
| mars 2008                                | En cours  | Patrick Bolay |                |         |

### Politique environnementale
- Ville fleurie : deux fleurs.

## Démographie
L'évolution du nombre d'habitants est connue à travers les recensements de la population effectués dans la commune depuis 1793. Pour les communes de moins de 10 000 habitants, une enquête de recensement portant sur toute la population est réalisée tous les cinq ans, les populations de référence des années intermédiaires étant quant à elles estimées par interpolation ou extrapolation. Pour la commune, le premier recensement exhaustif entrant dans le cadre du nouveau dispositif a été réalisé en 2007.

En 2022, la commune comptait 1 431 habitants, en évolution de −3,77 % par rapport à 2016 (Moselle : +0,52 %, France hors Mayotte : +2,11 %).
| 1793 | 1800 | 1806 | 1821 | 1836 | 1841 | 1861 | 1866  | 1871  |
| ---- | ---- | ---- | ---- | ---- | ---- | ---- | ----- | ----- |
| 684  | 702  | 730  | 743  | 841  | 859  | 960  | 1 041 | 1 015 |

| 1875 | 1880  | 1885 | 1890 | 1895 | 1900  | 1905  | 1910  | 1921 |
| ---- | ----- | ---- | ---- | ---- | ----- | ----- | ----- | ---- |
| 984  | 1 014 | 944  | 944  | 952  | 1 215 | 1 184 | 1 055 | 863  |

| 1926 | 1931  | 1936  | 1946 | 1954  | 1962  | 1968  | 1975  | 1982  |
| ---- | ----- | ----- | ---- | ----- | ----- | ----- | ----- | ----- |
| 926  | 1 018 | 1 013 | 834  | 1 051 | 1 306 | 1 271 | 1 317 | 1 339 |

| 1990  | 1999  | 2006  | 2007  | 2012  | 2017  | 2022  | - | - |
| ----- | ----- | ----- | ----- | ----- | ----- | ----- | - | - |
| 1 493 | 1 559 | 1 590 | 1 593 | 1 547 | 1 472 | 1 431 | - | - |

## Culture locale et patrimoine

### Lieux et monuments

#### Édifices civils

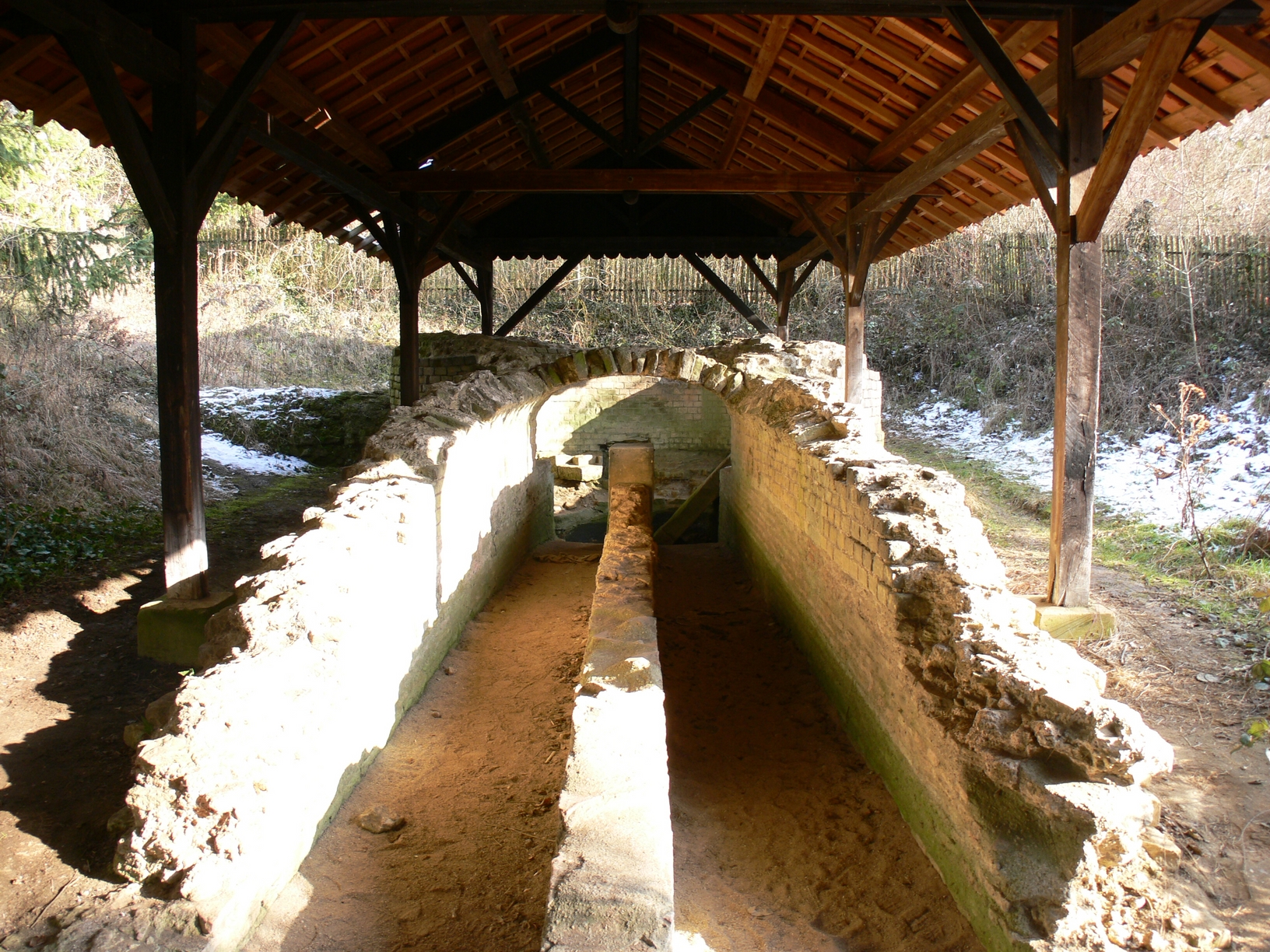
Bassin collecteur de l'aqueduc gallo-romain.

Jouy-aux-Arches est traversée par un aqueduc gallo-romain construit à partir du IIe siècle. Il servait à alimenter en eau la ville de Metz. « Les bouillons de Gorze » est la source principale d'alimentation. Cette source est aménagée en bassin. Une conduite souterraine large d'environ 1 mètre et longue de 12,7 kilomètres, relie Gorze à une altitude de 206 mètres à Ars-sur-Moselle à une altitude de 197 mètres. Cette partie souterraine de l'ouvrage est visible sur la route départementale de Gorze à Novéant-sur-Moselle. L'aqueduc aérien long de 1,2 kilomètre enjambait la vallée et la Moselle. Au cours du temps, la rivière a emporté la majeure partie du pont-aqueduc. L'ouvrage qui surplombe la ville a été restauré. Les seize arches qui demeurent culminent à une hauteur de 26 mètres. Les piles mesurent 5 mètres à leur base. Cette portion aérienne se termine dans un bassin de 6 mètres de diamètre. À partir de Jouy-aux-Arches, les canalisations, à nouveau souterraines redescendaient vers Metz. Cet ouvrage a été classé monument historique dès les années 1840. Appartenant à l'Etat, remis en dotation au Ministère de la Culture, le conservateur de ce monument est l'architecte des bâtiments de France. Depuis 2005, des travaux de restauration ont été réalisés avec les méthodes anciennes des Romains sur le versant Est de la Moselle (Jouy-aux-Arches).
- Village au dix châteaux[Quand ?] : Dugoua, Schleicher, Fousse, château des Juifs, Denis, Dessales, Rolin, couvent Saint-Joseph, villa Notre Dame, Antoin[25].
- Découverte d'objets en bronze.
- Maison forte XIIIe siècle : bâtiment rectangulaire en calcaire jaune, deux tours d'angle.
- Ferme de Luzéraille ; vieilles demeures.

#### Édifices religieux
- Église Saint-André XVIIIe siècle : vitraux d'Arthur Schouler.
- Chapelle du couvent Notre-Dame.
- Chapelle Saint-Joseph XXe siècle.

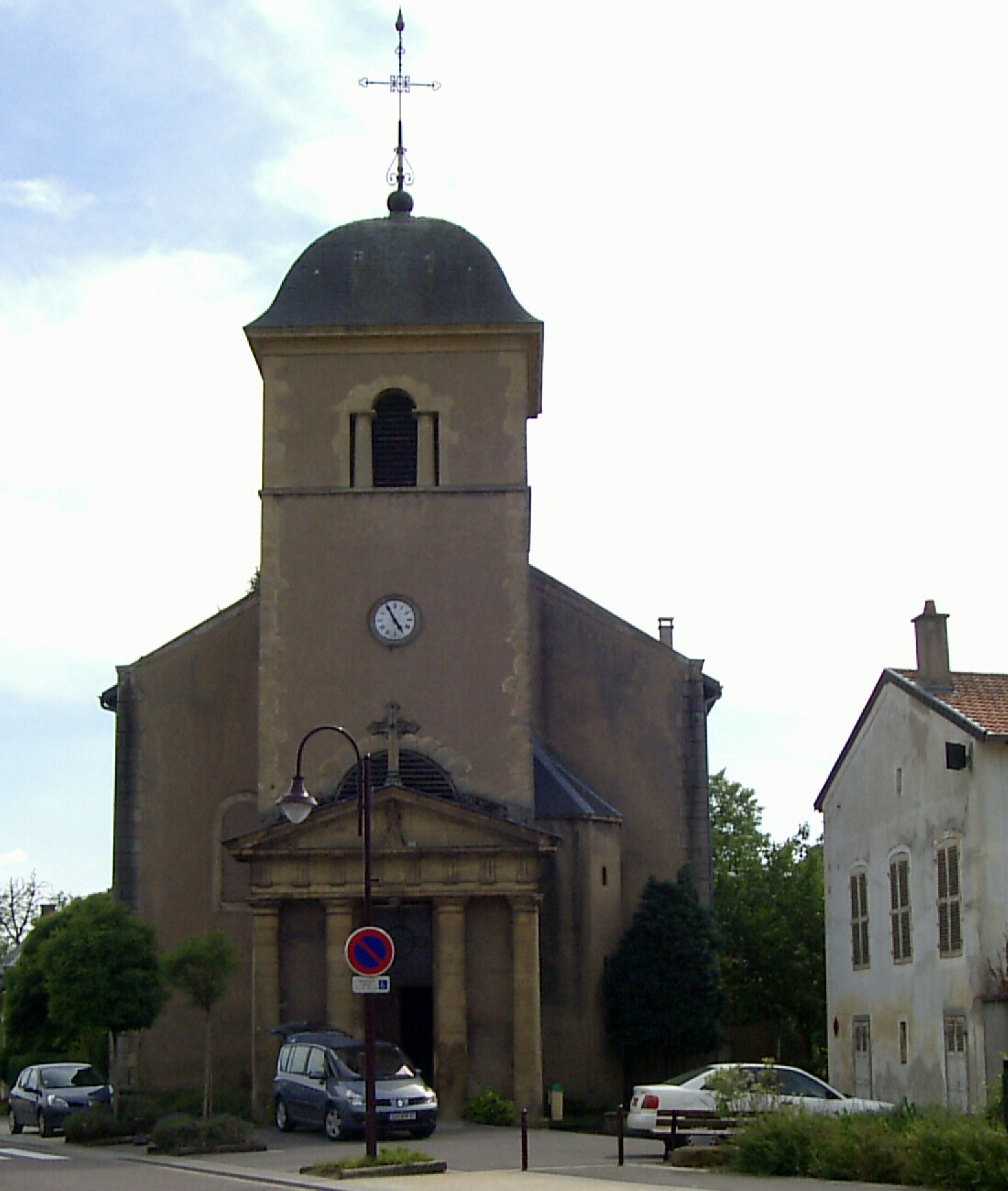
L'église Saint-André.
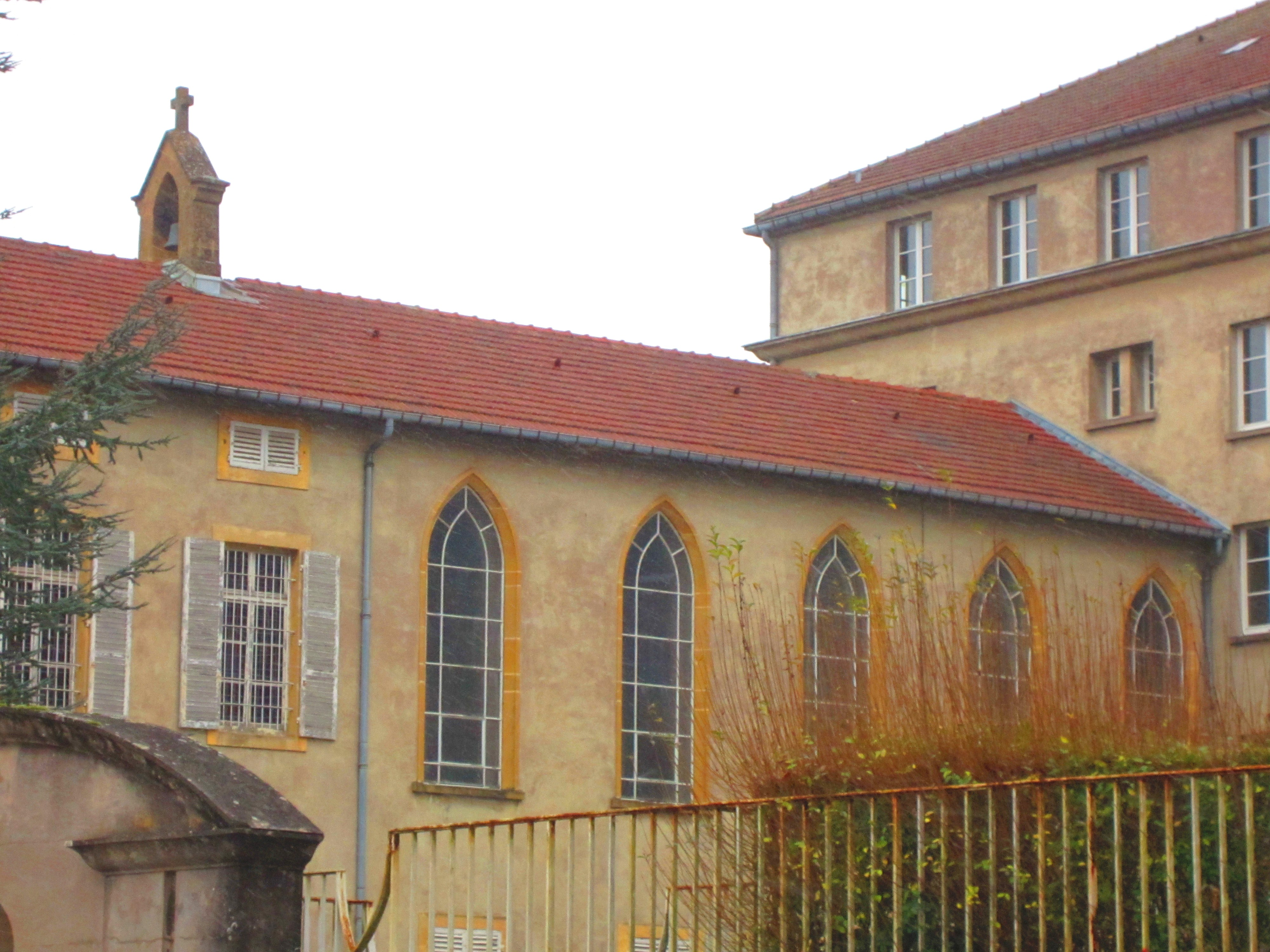
Chapelle du couvent Notre-Dame.
Chapelle Saint-Joseph.

### Personnalités liées à Jouy-aux-Arches
- Henri-Joseph Paixhans, officier d'artillerie français, y est décédé le 22 août 1854.
- Marie-Auguste Flameng, peintre, né à Jouy-aux-Arches le 17 juillet 1843. Il fut élève de  Dubufe, de Mazerolle, de Delauney, de Puvis de Chavanne ; il débuta au salon de 1870 et reçut une médaille d'argent à l'Exposition universelle de 1889.
- Jean-François Johann (né en 1950), animateur radio français, y a grandi.

## Pour approfondir